# Shining Force CD
Shining Force CD (シャイニングフォースCD?) är ett strategirollspel utvecklat av Sonic! Software Planning till Mega CD, och baserat på spleen Shining Force Gaiden och Shining Force Gaiden II: Jashin no Kakusei som ursprungligen släpptes till Sega Game Gear.
Spelet är uppdelat i fyra olika böcker, som kan spelas antingen efter varandra eller separat.
Hjältarna i spelet skall besegra den onde Iom, och återställa ordniningen i Rune.

### Fotnoter
1. ↑  Släpphistorik Arkiverad 13 juli 2009 hämtat från the Wayback Machine., GameFAQs.com.
2. ↑  Retro review, Defunct Games.
3. ↑  ”Shining Force CD” (på svenska). Super Power (Solna) (8 1995). augusti 1995. Läst 26 april 2014.